# Orlando Ramírez
Pour les articles homonymes, voir Ramírez.
Orlando Aliro Ramírez Vera, né le 7 mai 1943 à Santiago du Chili et mort le 26 juillet 2018 dans la même ville, est un joueur de football international chilien qui évoluait au poste d'attaquant.

## Biographie

### Carrière en club
Avec le club de l'Universidad Católica, Orlando Ramírez remporte un championnat du Chili, et dispute une finale de Coupe du Chili, perdue face à l'équipe de Luis Cruz Martínez.
Avec cette même équipe, il participe à la Copa Libertadores en 1962.

### Carrière en sélection
Avec l'équipe du Chili, Orlando Ramírez joue 14 matchs et inscrit 2 buts entre 1962 et 1968. Il joue son premier match en équipe nationale le 7 novembre 1962 contre l'Argentine, et son dernier le 27 novembre 1968 contre cette même équipe. Le 23 mars 1963, il inscrit un doublé face à l'Uruguay.
Il participe avec la sélection chilienne à la Coupe du monde 1966. Lors du mondial organisé en Angleterre, il ne joue aucun match.

## Palmarès
Universidad Católica
- Championnat du Chili (1) :
  - Champion : 1961.

- Coupe du Chili :
  - Finaliste : 1962.